# Werner Rolfinck
Werner Rolfinck ou  Guernerus Rolfincius (né le 15 novembre 1599 à Hambourg, mort le 6 mai 1673 à Iéna) est un médecin, naturaliste, chimiste et botaniste allemand.

## Biographie
Werner Rolfinck est le fils d'un professeur d’université. De 1617 à 1618, il étudie la philosophie à l'université de Wittenberg, puis la médecine à Leyde, Oxford, Paris et à partir du 26 septembre 1622 à Padoue. Après avoir tenu des conférences médicales à Venise, il est reçu docteur de la médecine le 7 avril 1625 à Padoue. En 1628, il revient à Wittenberg et y enseigne l'anatomie.
En 1629, il est nommé professeur à l'université d'Iéna où, après sa nomination le 4 février et son entrée en service le 13 mai, il enseigne la chirurgie, l’anatomie et la botanique. Il crée un laboratoire de chimie dans lequel il donne des cours. En 1638, il reprend le Exercitium Chymicum, la leçon de chimie et est nommé professeur d’iatrochimie (chimie appliquée à la médecine) en 1641.
Dans ses recherches expérimentales, il se consacre à l’étude des réactions chimiques et aux effets iatrochimiques des métaux comme le fer, zinc, étain, plomb, mercure, antimoine, argent et or. Il rejette la conception des alchimistes énonçant qu'on peut transformer tous les métaux en or. Dans son Theatrum anatomicum, Rolfinck effectue des dissections publiques de condamnés à mort.
Rolfinck répand les théories de William Harvey dès 1616 sur la circulation sanguine et confirme pour la première fois par une dissection, le siège de la cataracte dans la lentille oculaire. Rolfinck se fait aussi apprécier pour ses travaux en botanique. Le 11 juillet 1631 il inaugure à Iéna hortus medicus (le jardin Botanique) dans lequel il enseigne la botanique à ses étudiants en médecine ainsi que l’emploi des plantes médicinales.
Il se marie le 9 février 1642 avec Sophia Magarethe Platner qui lui donne sept filles dont cinq meurent en bas âge.